# Sofie Petersen
Sofie Petersen (født 23. november 1955 i Maniitsoq) er en grønlandsk præst og senere biskop i Nuuk. Hun var den første kvindelige biskop i Grønland.
Hun er uddannet teolog (1986) og var præst, til hun blev udnævnt til biskop i 1995. Hun er samtidig Rigsfællesskabets anden kvindelige biskop; Lise-Lotte Rebel var udnævnt en måned før hende. Hun er Grønlands anden biskop, efter Grønland blev selvstændigt bispedømme i 1993. Kristian Mørch var den første. Hun ophørte som biskop 1. december 2020.
Hun var tidligere gift med præsten Christian Tidemand og har to børn.
I 1996 blev hun udnævnt til ridder af Dannebrog.